# ناصر الملك
ناصر الملك (بالأردوية: ناصر الملک)‏، (17 أغسطس 1950)، شغل منصب رئيس الوزراء السابع لباكستان، كما شغل سابقًا منصب رئيس القضاة الثاني والعشرين لباكستان. عمل كمحامي، رُشِّح رئيسًا للقضاة من قبل رئيس الوزراء نواز شريف، وفي 6 يوليو 2014 تم تأكيد تعيينه مرة أخرى من قبل الرئيس مأمون حسين. كما شغل سابقًا منصب رئيس مفوضية الانتخابات بالوكالة من 30 نوفمبر 2013 إلى 6 يوليو 2014.
رُقّي إلى منصب كبير القضاة في عام 2005، وشغل منصب رئيس محكمة بيشاور العليا في عام 2004. منذ انضمامه إلى المحكمة العليا اتخذ الملك نهجًا نصيًا بشأن قضايا حقوق الإنسان وعدم التمييز.
في 28 مايو 2018 تم تعيينه رئيسًا مؤقتًا للوزراء قبل الانتخابات العامة المقرر إجراؤها في يوليو 2018.